# St. Martinus (Hirrlingen)

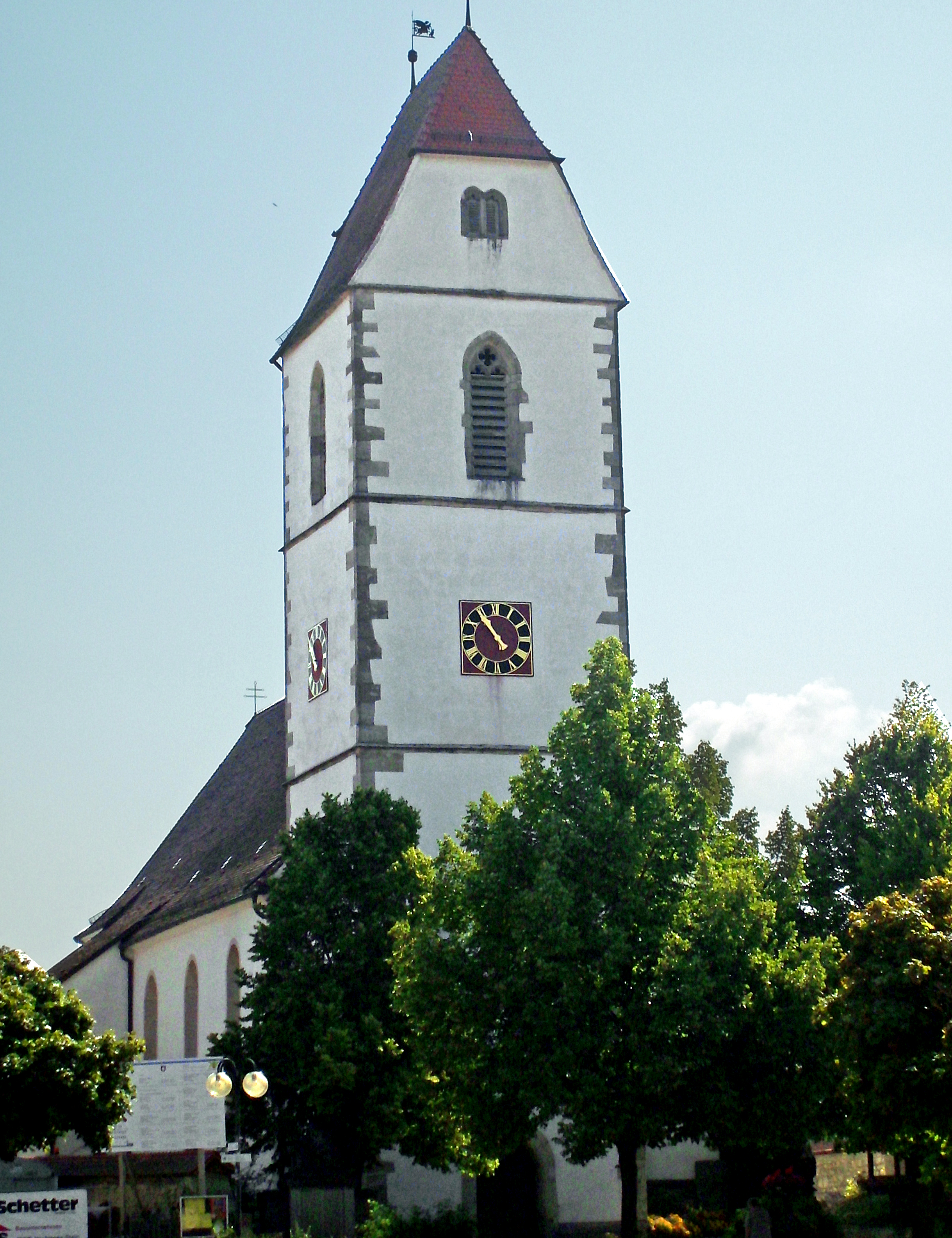
St. Martinus in Hirrlingen

Die römisch-katholische Pfarrkirche St. Martinus steht in Hirrlingen, einer Gemeinde im Landkreis Tübingen in Baden-Württemberg. Die Kirchengemeinde gehört zur Diözese Rottenburg-Stuttgart. Das Bauwerk ist beim Landesamt für Denkmalpflege Baden-Württemberg als Baudenkmal eingetragen.

## Beschreibung

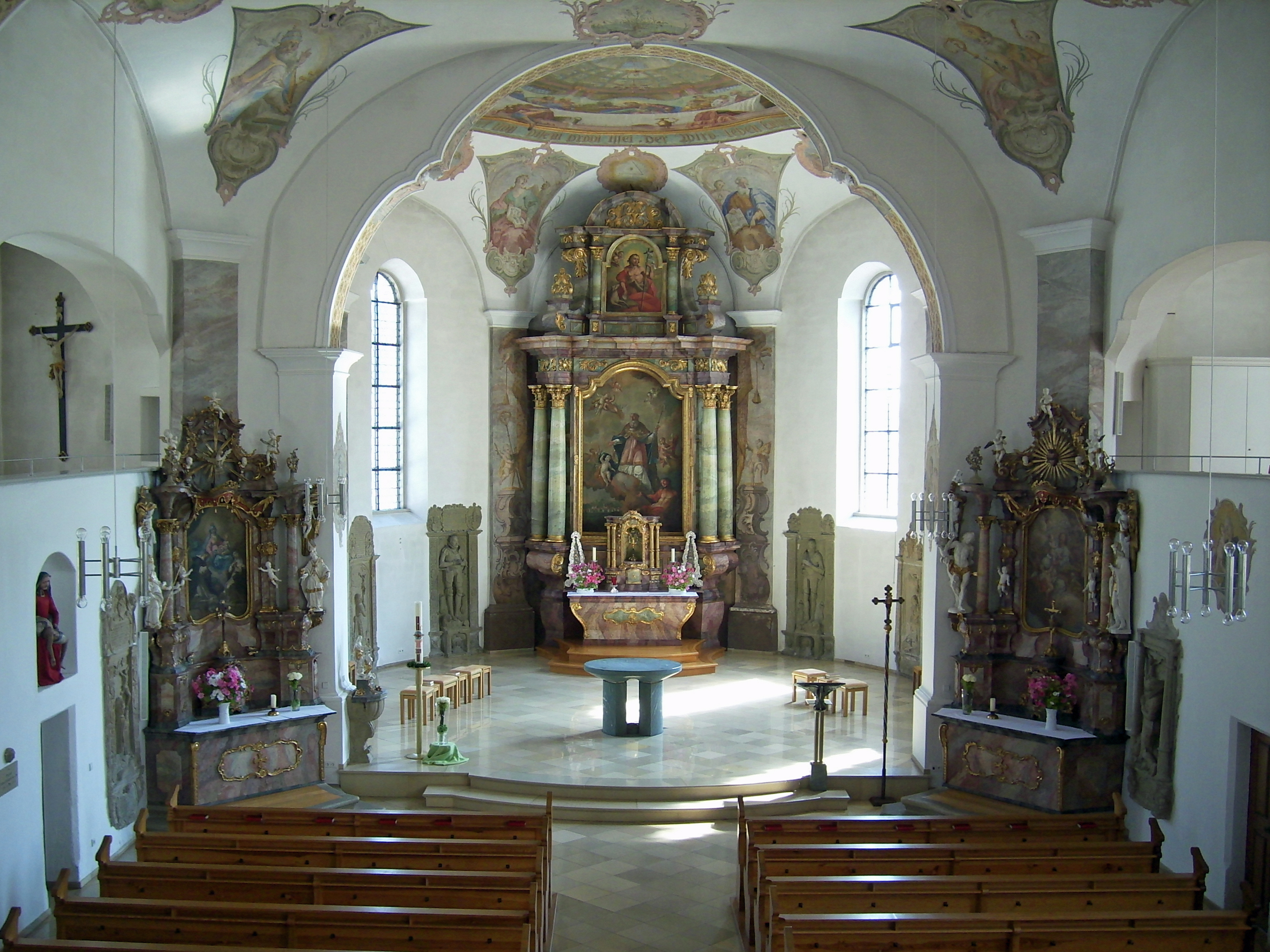
Innenraum

Die spätbarocke Saalkirche wurde 1770–72 nach einem Entwurf von Christian Großbayer erbaut. Sie besteht aus einem Langhaus, Anbauten in Form eines Querschiffes vor dem eingezogenen, halbrund geschlossenen Chor im Osten und einem aus der Achse des Langhauses nach Norden verschobenen Kirchturm im Westen, der im Kern vom Vorgängerbau von 1563 stammt. Das oberste Geschoss des Kirchturms unter dem Krüppelwalmdach beherbergt den Glockenstuhl, das darunter liegende die Turmuhr. 
Der Innenraum des Langhauses ist mit einem Stichkappengewölbe überspannt, der des Erdgeschosses des Kirchturms, das als Vestibül dient, mit einem Kreuzrippengewölbe. Die Deckenmalereien im Langhaus stammen von 1772. Das Altarretabel des um 1720 gebauten Hochaltars stammt aus Rottenburg am Neckar. Die Orgel wurde 1995 als Opus 211 von Stehle Orgelbau errichtet.